# École supérieure des métiers d’informatique et de commerce
Vous pouvez aider à l'améliorer ou bien discuter des problèmes sur sa page de discussion.
- Il ne s’appuie pas, ou pas assez, sur des sources secondaires ou tertiaires. (Marqué depuis avril 2025)
- Son texte doit être wikifié : il ne correspond pas à la mise en forme Wikipédia (style, typographie, liens internes, liens entre les wikis, etc.). (Marqué depuis avril 2025)

- Archive Wikiwix
- Bing
- Cairn
- DuckDuckGo
- E. Universalis
- Gallica
- Google
- G. Books
- G. News
- G. Scholar
- Persée
- Qwant
- (zh) Baidu
- (ru) Yandex
- (wd) trouver des œuvres sur Wikidata

L'École Supérieure des Métiers d'Informatique et de Commerce (ESMICOM) est un établissement privé d'enseignement supérieur situé à Kinshasa, en république démocratique du Congo. Fondée en 2001 par Mr. MABOTI N'SIALA Joseph, l'école a pour mission de fournir aux étudiants une formation de haut niveau, leur permettant de jouer un rôle actif dans la vie professionnelle, économique et culturelle, tout en leur offrant des opportunités d'émancipation sociale.

## Historique
Face au développement rapide des technologies de l'information et de la communication (TIC) et à la demande croissante des entreprises pour des cadres et techniciens compétents dans ces domaines, l'ESMICOM a été créée pour répondre à ces besoins. L'établissement est agréé par l'arrêté ministériel n°mines/cabmin/123/2005 du 1er novembre 2005.

## Formations proposées
L'ESMICOM propose des programmes de formation structurés en deux cycles :
- Premier cycle (Licence - 3 ans) : Destiné aux nouveaux bacheliers, ce cycle offre une formation de qualité alignée sur le système LMD (Licence-Master-Doctorat).
- Deuxième cycle (Master - 2 ans) : Ce cycle spécialisé est conçu pour les étudiants souhaitant approfondir leurs connaissances après la licence.

Les formations intègrent également des préparations aux certifications mondialement reconnues telles que Microsoft, Adobe, Redhat, CCNA, ORACLE, et GNU/Linux.

## Sections et options
L'ESMICOM est organisée en deux sections principales, chacune proposant plusieurs options, :
1. Section Informatique :
  1. Administration Réseau et Gestion de Bases de Données
  2. Intelligence Artificielle
  3. Réseaux et Techniques de Maintenance
  4. Télécommunications et Réseaux Informatiques
2. Section Sciences Commerciales et Financières :
  1. Marketing Digital et Communication Publicitaire
  2. Gestion Financière, Fiscalité et Comptabilité Informatique

Ces programmes visent à former des professionnels compétents dans des domaines variés, répondant aux besoins actuels du marché du travail.